# Thomas Graham, 1:e baron Lynedoch
Denna artikel handlar om aristokraten, politikern och officeren Thomas Graham, född 1748. För  kemisten och fysikern Thomas Graham, född 1805, se Thomas Graham.
Thomas Graham, född 19 oktober 1748 i Perthshire i Skottland, död 18 december 1843 i London i England var en skotsk aristokrat, politiker och officer. Thomas Graham föddes 1748 som den ende överlevande sonen till Thomas Græme och Lady Christian Hope i Perthshire, Skottland. Efter att ha studerat på Oxfords gifte han sig med Mary Cathcart och ärvde en betydande yta mark i Skottland och slog sig ner som en jordägande gentleman. Vid en ålder på 42 dog hans fru vilket tog honom hårt och han valde att gå med i armén. Han var med och stred för den brittiska armén under Napoleonkrigen och deltog i flera betydande slag inkluderat slaget vid Vitoria, slaget vid Barrosa m.fl. Han valde senare att gå med i politiken och var parlamentsledamot i det brittiska parlamentet. 
Vid en ålder på nittio år var han väldigt pigg och på hans äldre dar reste han mycket, han reste bland annat till Sverige, Ryssland och Italien. Han dog 95 år gammal efter en korttids sjukdom i sitt hem i London 18 december 1843, på dagen då han dog steg han upp och klädde på sig.  Barondömet Lynedoch dog ut med honom.